# Henry Scheffé
Henry Scheffé (New York, 11 avril 1907 – Berkeley, 5 juillet 1977) est un statisticien américain connu pour le théorème de Lehmann–Scheffé et la méthode de Scheffé.